# Sineus
Sineus (auch: Symeos, russisch Синеус) war ein warägischer Fürst von Belosersk (862–864).

## Leben

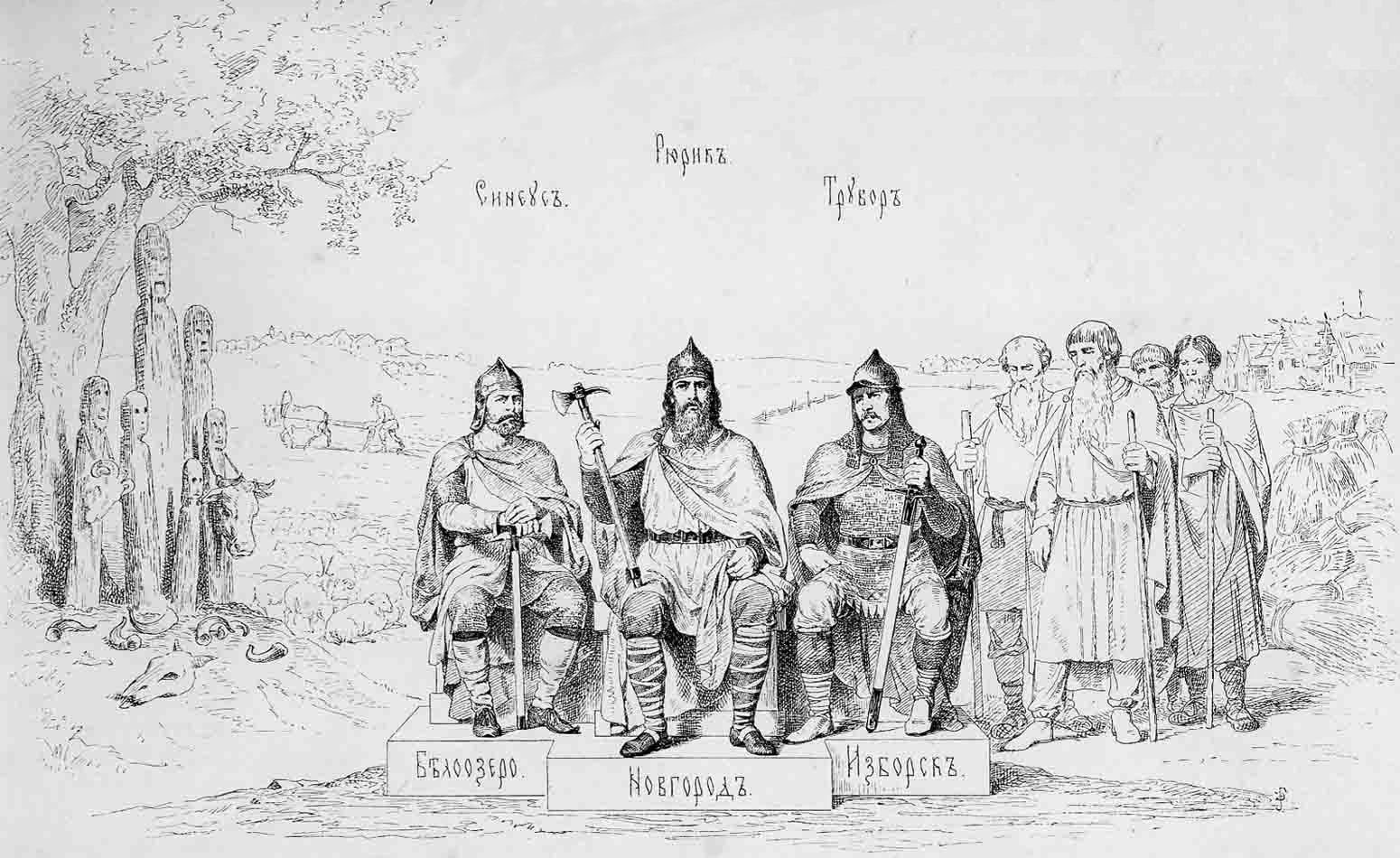
Sineus, Rurik und Truwor (Darstellung von 1896)

862 riefen der Nestorchronik zufolge verschiedene Stämme – Tschuden (finno-ugrisch), Wes (finno-ugrisch), Kriwitschen (baltisch/slawisch), Slowenen (slawisch) – skandinavische Waräger, über sie zu herrschen. Daraufhin kam Rurik mit seinen Brüdern Sineus und Truwor. Sineus herrschte laut zwei Versionen der Nestorchronik (Laurentius- und Hypatiuschronik) über den Weißen See (Belosersk).
Nach zwei Jahren starben Truwor und Sineus. Rurik herrschte nun alleine in der Rus. Isborsk gehörte nicht mehr dazu, jedenfalls wurde es in einer Aufzählung nicht genannt (Nowgorod, Polozk, Rostow, Murom).

## Name
Zur Etymologie des Namens Sineus gibt es verschiedene Vorschläge.
Der estnische Wissenschaftler Mihkel Kampmaa vermutete einen balto-slawischen Ursprung des Namens (von estnisch siniuss „blaue Schlange“). Knut-Olof Falk deutete den Namen als altrussische Übersetzung eines altschwedischen Namens mit der Bedeutung „Schwarzbart“.